# Campionato italiano di Formula 3 1972
Il Campionato italiano di Formula 3 1972 è stata la 8ª edizione del Campionato italiano di Formula 3.

## Calendario
| Nº | Data         | Gara                             | Circuito            |
| -- | ------------ | -------------------------------- | ------------------- |
| 1  | 16 aprile    | Grand Premio Campagnolo          | Monza               |
| 2  | 1 maggio     | Coppa Benaglia                   | Imola               |
| 3  | 27 maggio    | Gara Formula Corsa               | Monza               |
| 4  | 11 giugno    | Trofeo Comune di Varano Melegari | Varano de' Melegari |
| 5  | 23 luglio    | Imola                            | Imola               |
| 6  | 6 agosto     | Coppa Benaglia                   | Misano              |
| 7  | 20 agosto    | Trofeo Sacramora                 | Misano              |
| 8  | 27 agosto    | Trofeo d'Estate                  | Varano de' Melegari |
| 9  | 3 settembre  | Coppa Agip                       | Monza               |
| 10 | 10 settembre | Coppa Agip                       | Vallelunga          |

## Risultati
| Nº | Circuito            | Pole position        | Giro veloce              | Vincitore                | Vettura      |
| -- | ------------------- | -------------------- | ------------------------ | ------------------------ | ------------ |
| 1  | Monza               | Pino Pica            | Adelmo Bignami           | Carlo Giorgio            | Brabham-Ford |
| 2  | Imola               | Pino Pica            | Sandro Cinotti           | Claudio Francisci        | Lotus-Ford   |
| 3  | Monza               | Vittorio Brambilla   | Pino Pica                | Pino Pica                | Brabham-Ford |
| 4  | Varano de' Melegari | Pino Pica            | Alberto Colombo          | Carlo Giorgio            | Brabham-Ford |
| 5  | Imola               | Pino Pica            | Bruno Pescia             | Bruno Pescia             | Lotus Ford   |
| 6  | Misano              | Dato non disponibile | Vittorio Brambilla       | Vittorio Brambilla       | Brabham-Ford |
| 7  | Misano              | Ernesto Brambilla    | Alessandro Pesenti-Rossi | Vittorio Brambilla       | Brabham-Ford |
| 8  | Varano de' Melegari | Ernesto Brambilla    | Ernesto Brambilla        | Alessandro Pesenti-Rossi | Brabham-Ford |
| 9  | Monza               | Luigi Fontanesi      | Vittorio Brambilla       | Vittorio Brambilla       | Brabham-Ford |
| 10 | Vallelunga          | Vittorio Brambilla   | Bruno Pescia             | Vittorio Brambilla       | Brabham-Ford |

## Classifiche
| Posizione | Pilota                   | Scuderia           | Vettura         | Punti |
| --------- | ------------------------ | ------------------ | --------------- | ----- |
| 1°        | Vittorio Brambilla       | Scuderia Italia    | Birel / Brabham | 42    |
| 2°        | Carlo Giorgio            | Jolly Club Milano  | Brabham         | 31    |
| 3°        | Alessandro Pesenti-Rossi | Jolly Club Milano  | Brabham         | 30    |
| 4°        | Pino Pica                | Scuderia Italia    | Brabham         | 29    |
| 5°        | Luigi Fontanesi          | Tecno Racing Team  | Tecno / Brabham | 18    |
| 6°        | Ernesto Brambilla        | Scuderia Italia    | Birel / Brabham | 14    |
| 7°        | Claudio Francisci        | Scuderia Nettuno   | Lotus           | 13    |
| 8°        | Adelmo Bignami           |                    | Brabham         | 11    |
| 9°        | Alberto Colombo          | Scuderia Del Lario | Brabham         | 9     |
| 10°       | Lella Lombardi           | Jolly Club Milano  | Lotus           | 7     |

## Gare extra campionato
| Nº | Data         | Gara                                  | Circuito | Pole position      | Giro veloce       | Vincitore       | Vettura        |
| -- | ------------ | ------------------------------------- | -------- | ------------------ | ----------------- | --------------- | -------------- |
| 1  | 12 marzo     | Trofeo Emilio, Bruno e Fofi Vigorelli | Monza    | Luigi Fontanesi    | Pino Pica         | Pino Pica       | Brabham - Ford |
| 2  | 28 maggio    | Coppa Agip                            | Monza    | Pino Pica          | Alberto Colombo   | Alberto Colombo | Brabham - Ford |
| 3  | 24 settembre | Coppa Agip                            | Monza    | Vittorio Brambilla | Maurizio Flammini | Carlo Giorgio   | Brabham - Ford |